# Contea di Sunbury
La contea di Sunbury è una contea del Nuovo Brunswick, Canada di 27.143 abitanti, che ha come capoluogo Burton.

## Suddivisioni
| Mappa delle suddivisioni della contea | - Town - Oromocto - Parte di Fredericton, insieme alla contea di York - Villaggi - Fredericton Junction - Tracy - Parte di Minto, insieme alla contea di Queens - DSL - Blissville - Burton - Gladstone - Lincoln - Maugerville - Nevers Road - Noonan - Northfield - Rusagonis-Waasis - Sheffield - Riserve indiane - Oromocto 26 |